# Borolia punctata
Borolia punctata är en fjärilsart som beskrevs av Embrik Strand 1922. Borolia punctata ingår i släktet Borolia och familjen nattflyn. Inga underarter finns listade i Catalogue of Life.